# 100 карбованців «Ігри XXII Олімпіади в Москві (Олімпійський вогонь)»

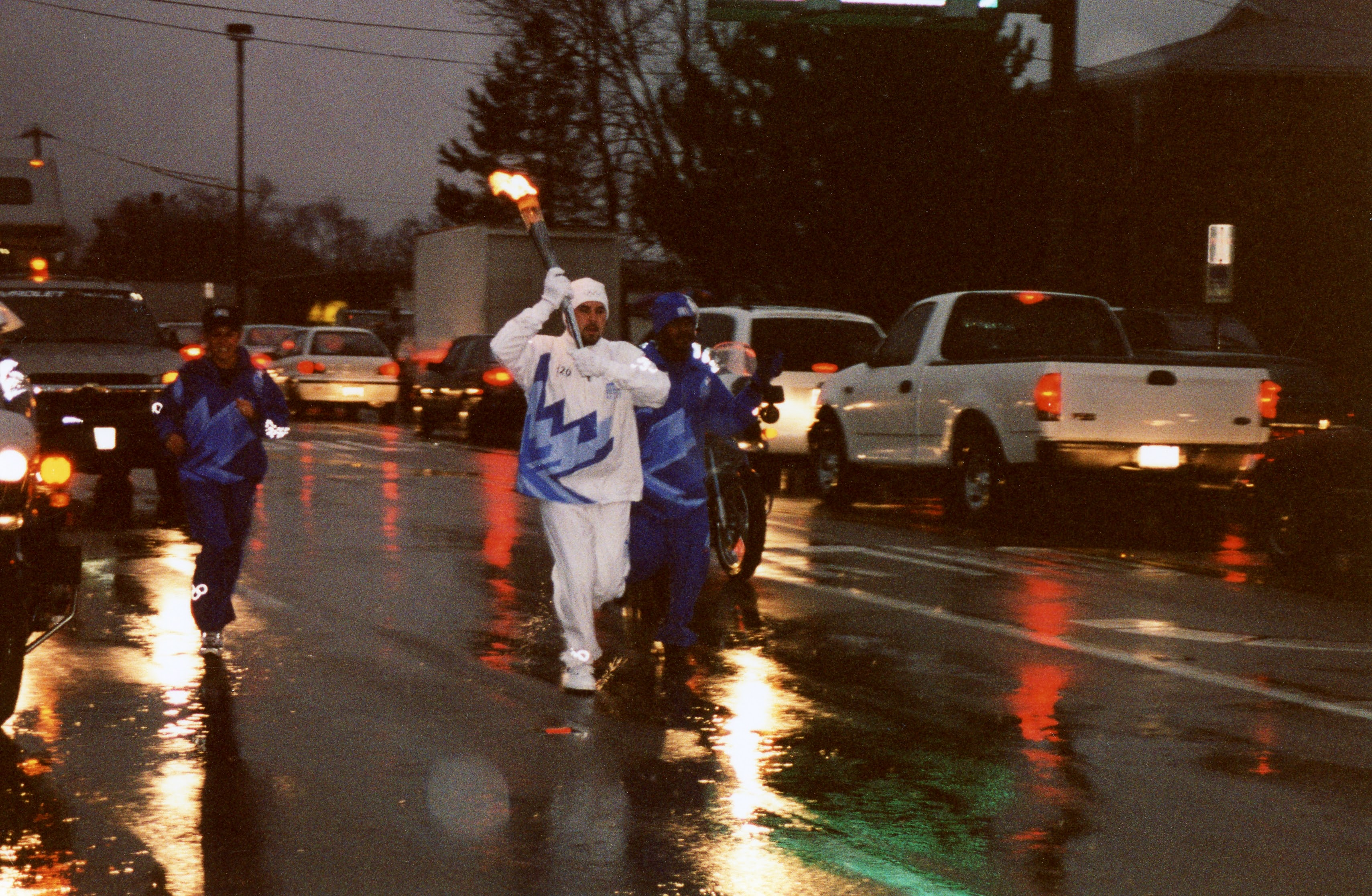
Естафета з олімпійським факелом

Ігри XXII Олімпіади в Москві (Олімпійський вогонь) (рос. Игры XXII Олимпиады в Москве (Олимпийский огонь)) — золота ювілейна монета СРСР вартістю 100 карбованців, випущена 1 січня 1980 року. Монета присвячена XXII Літнім Олімпійським іграм у Москві, які відбулися з 19 липня по 3 серпня 1980 року — це були перші в історії Олімпійські ігри на території Східної Європи, а також перші Олімпійські ігри, проведені в соціалістичній країні. Частина змагань Олімпіади-1980 проводилася в інших містах Радянського Союзу, а саме: вітрильні регати стартували в Талліні; попередні ігри і чвертьфінали футбольного турніру відбулися в Києві, Ленінграді та Мінську; змагання з кульової стрільби пройшли на стрільбищі «Динамо» в підмосковних Митищах. Ігри відомі тим, що понад 50 країн бойкотували Олімпіаду в зв'язку з введенням в 1979 році радянських військ в Афганістан. Деякі спортсмени з країн, що бойкотували Ігри, все ж приїхали в Москву і виступали під олімпійським прапором. Цей бойкот став однією з основних причин відповідного бойкоту Радянським Союзом та низкою його союзників наступних літніх Олімпійських ігор в Лос-Анджелесі в 1984 році.

## Тематика
На монеті зображено факел XXII Олімпіади у Москві. Олімпійський факел — один із символів Олімпійських ігор. Цей вогонь запалюють в місті проведення Ігор під час їх відкриття, і він горить безперервно до їх закінчення. Відродження заснованої на давньогрецьких ритуалах традиції відбулося при проведенні Олімпійських ігор 1928 року в Амстердамі на Олімпійському стадіоні, за проект якого голландський архітектор Ян Вілс був нагороджений золотою медаллю на конкурсі мистецтв. Вогонь горів і на стадіоні Ігор у Лос-Анджелесі в 1932 році. Під час Олімпійських ігор 1936 року в Берліні вперше була проведена естафета Олімпійського вогню. Більше 3000 бігунів брали участь у доставці факела з Олімпії в Берлін. На зимових Олімпійських іграх вогонь запалювався і в 1936, і в 1948 році, але естафета вперше була проведена в 1952 році перед зимовими Олімпійськими іграми в Осло, причому брала початок не в Олімпії, а в Моргедале. Зазвичай запалення вогню довіряють відомій людині, частіше за все, спортсмену, хоча бувають і винятки. Вважається великою честю бути обраним для проведення цієї церемонії.

## Історія
Починаючи з 1977 року, в СРСР проводилося карбування ювілейних і пам'ятних золотих монет, присвячених різним подіям. Ці монети в обіг не надходили і йшли в основному на експорт. Ювілейні та пам'ятні монети приймалися в будь-якому магазині за номінальною вартістю.
У 1977–1980 роках на честь Олімпіади-80, що проходила в Москві, були викарбувані перші монети з дорогоцінних металів. В обіг була випущена серія з 39 пам'ятних монет зі срібла, золота і платини, які користувалися на міжнародному нумізматичному ринку заслуженою популярністю. Випуск цих монет привернув увагу широкого кола нумізматів у всьому світі. Монети зі срібла (28 монет) номіналом 5 і 10 карбованців були об'єднані в шість серій: «Географічна серія», «Швидше», «Вище», «Сильніше», «Спорт і грація», «Народні види спорту». На монетах із золота номіналом 100 карбованців (6 монет) зображені різні спортивні споруди, види спорта і пам'ятки міст СРСР у яких видбулися ігри. Вперше в практиці випуску пам'ятних олімпійських монет в СРСР на честь Ігор XXII Олімпіади в Москві було випущено 5 пам'ятних монет з платини номіналом 150 карбованців. Олімпійська серія мала великі для монет з дорогоцінних металів тиражі (від 40 тисяч штук платинових монет до 450 тисяч срібних).
Монети карбувалися на Московському монетному дворі (ММД).

## Опис та характеристики монети
| Номінал крб. | Метал  | Проба | Маса (гр) | Діаметр (мм) | Товщина (мм) | Гурт                    | Тираж штук                 |
| ------------ | ------ | ----- | --------- | ------------ | ------------ | ----------------------- | -------------------------- |
| 100          | золото | 900   | 17.45     | 30           | 1.8          | рубчастий (240 рифлень) | 52,440 (анц) 27,820 (пруф) |

### Аверс
Зверху герб СРСР з 15 витками стрічки, ліворуч від нього літери «СС», праворуч «СР», нижче подвійна риса, під нею позначення номіналу монети цифра «100» і нижче слово «РУБЛЕЙ».

### Реверс
Зліва і зверху уздовж канта слова «ИГРЫ XXII ОЛИМПИАДЫ», праворуч розділені крапкою слово «МОСКВА» і рік проведення XXII Олімпіади «1980», в середині олімпійський вогонь на стадіоні ім. В. І. Леніна, праворуч від чаші з олімпійським вогнем емблема XXII Олімпійських ігор, на задньому плані панорама Москви, нижче зліва рік випуску монети «1980», праворуч монограма монетного двору «ММД».

### Гурт
Рубчастий (240 рифлень).

## Автори
- Художник: В. А. Єрмаков
- Скульптор: С. М. Іванов, І. С. Комшилов